# Misha (mascotte)

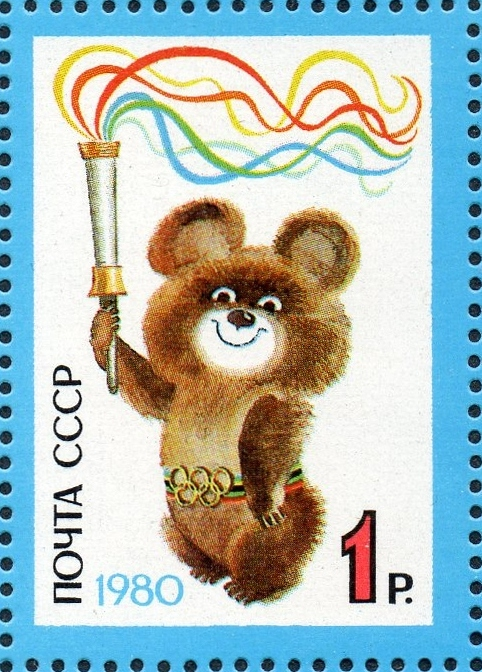
Misha

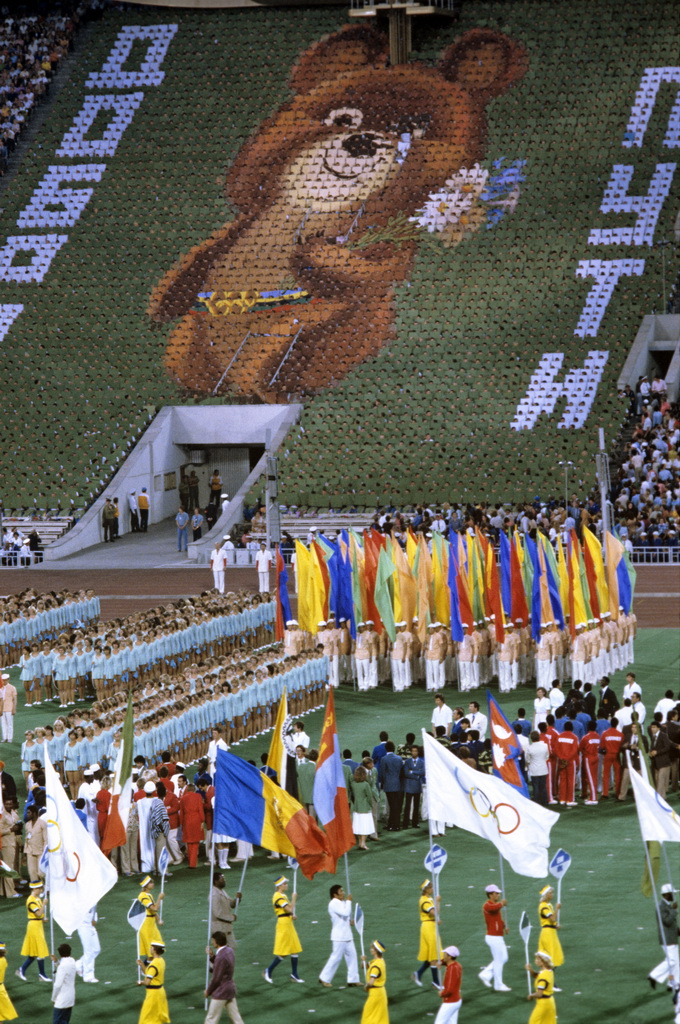

Misha (Миша) is de naam van de mascotte van de Olympische Zomerspelen van 1980 die werden gehouden te Moskou. Misha is een berenjong. Hij is ontworpen door een illustrator van kinderboeken, Victor Chizhikov. In het Russisch is 'Misha' de verkorte vorm van 'Mikhail'.